# José Antonio Camacho
José Antonio Camacho Alfaro, född 8 juni 1955 i Cieza, Murcia, är en spansk före detta fotbollstränare och före detta spelare.

## Karriär
Camacho gick med i Real Madrid vid 18 års ålder och spelade som vänsterback åren 1973-1989 i över 400 La Liga-matcher, trots en knäskada som höll honom utanför planen i två år. Han gjorde också 81 landskamper för Spanien och deltog i två världsmästerskap, 1982 och 1986. Han spelade också i EM -84 och EM -88.
Efter att ha lagt fotbollsskorna på hyllan år 1989 var Camacho med i Real Madrids tränarstab. Han var sedan tränare för ytterligare tre spanska klubbar, och lyckades flytta upp två av dessa - Rayo Vallecano och RCD Espanyol - till högstadivisionen. Han var också tränare för Real Madrid för en kort period (22 dagar) år 1998.
Camacho tog över som Spaniens förbundskapten i september 1998 efter att Spanien förlorat mot Cypern med 3-2 i en kvalmatch till EM 2000. Han tog över efter Javier Clemente. Spanien nådde kvartsfinal i Europamästerskapet men åkte ur turneringen efter en 2-1-förlust mot de blivande segrarna och världsmästarna Frankrike.
Två år senare förlorade Spanien mot Sydkorea på straffar i kvarsfinalen i VM 2002. Camacho slutade därefter som förbundskapten och Iñaki Sáez tog över. 
Efter detta blev Camacho utsedd till tränare för SL Benfica den 29 november 2002. Två år senare vann klubben den portugisiska cupen mot José Mourinhos FC Porto. De kom också på andraplats i portugisiska ligan. Camacho blev väldigt populär bland Benficas fans tack vare sin starka och professionella attityd, vilken han också gav över till spelarna. Han visade också en mycket mänsklig och uppriktig sida av sig själv när han grät djupt efter Miklós Fehérs bortgång, strax efter att han blivit inbytt.
Camacho blev återigen tränare för Real Madrid och tog över efter Carlos Queiroz. Saker och ting började inte bra när Real förlorade med 3-0 mot Bayer Leverkusen i Champions League och med 1-0 mot Espanyol fyra dagar senare. Kort efter detta sade han upp sig som tränare och ersattes av sin assistent Mariano García Remón.
Camacho tog snart över som tränare för Benfica igen, men lämnade klubben på nytt den 9 mars 2008 efter en oavgjord match på hemmaplan mot bottenlaget União de Leiria.
Den 13 oktober 2008, efter att José Ángel Ziganda fått sparken, blev Camacho ny tränare för CA Osasuna.